# بروس باري
بروس باري (بالإنجليزية: Bruce Parry)‏ هو مستكشف وعالم إنسان ومخرج بريطاني، ولد في 17 مارس 1969 في Hythe, Hampshire ‏ في المملكة المتحدة.

## وصلات خارجية
- الموقع الرسمي
- بروس باري على موقع IMDb (الإنجليزية)
- بروس باري على موقع ميوزك برينز (الإنجليزية)
- بروس باري على موقع ديسكوغز (الإنجليزية)
- بروس باري على موقع قاعدة بيانات الفيلم (الإنجليزية)
- بروس باري على موقع كينوبويسك (الروسية)